# Толстопятов, Алексей Александрович
Алексей Александрович Толстопятов (1825—1896) — педагог, библиограф, директор библиотеки Московского университета, брат профессора Московского университета М. А. Толстопятова.

## Биография
Происходил из обер-офицерских детей, сын чиновника. Окончил гимназию в Костроме, затем юридический факультет Московского университета (в 1848 году; учился на благотворительную стипендию). Толстопятов был учеником Т. Н. Грановского, с которым дружил и впоследствии. Посвятив себя педагогической деятельности, он преподавал историю и географию в Николаевском женском институте, Коммерческом училище и др. средних учебных заведениях Москвы.
А. А. Толстопятов был известен как замечательный педагог, влюбленный в свое дело, которому отдал почти всю жизнь. П. И. Богатырев, учившийся в Московском мещанском училище, вспоминал:

«Особенно мы полюбили учителя истории Алексея Александровича Толстопятова. …Обладая даром слова, удивительно мягким характером и симпатичным голосом, он сразу овладел нами, и его предмет стал нашим любимым предметом. Его рассказы из греческой и римской истории увлекали нас. Помню очень хорошо, как он однажды читал нам „Слово о полку Игореве“ в переводе Гербеля. Какое мы получили наслаждение! Как прекрасен казался нам в эти минуты милый Алексей Александрович! Он словно разбудил нас, словно новый мир открыл нам, указав, что есть более высокие интересы в жизни, чем коммерческие, что душа живет не одними расчетами и что есть книги поважнее бухгалтерских».
Толстопятов имел склонность к литературным занятиям, посещал литературно-художественные кружки, был знаком с писателями, артистами, учёными. Его перу принадлежит перевод обширного руководства М. Мори «Физическая география моря» (М., 1861).
Был избран (7.12.1890) на должность библиотекаря библиотеки Московского университета и утверждён в должности (1.1.1891). Толстопятов работал в университетской библиотеке до 1896 года.

### Библиотечная деятельность
А. А. Толстопятов впервые ввёл в практику университетской библиотеки разработанный им метод быстрого обслуживания читателей. Часто спрашивавшиеся книги он сосредоточил в соседней с читальным залом комнате, а старые издания, на которые не было требований в течение многих лет, размещал в далеко расположенных комнатах. Вся подобная перестановка отмечалась в каталогах.
В начале февраля 1891 г. ректор Московского университета поручил Толстопятову и архитектору К. М. Быковскому разработать проект особого здания для библиотеки. После встречи с архитектором Толстопятов занялся изучением современной постановки библиотечного дела. По литературным источникам он ознакомился с устройством новых университетских библиотек Европы и Америки, а 1 июля 1891 года на два месяца уехал в Германию. По возвращении в Москву он передал ректору собранные им материалы и отчет о командировке. Вступая в должность библиотекаря, Толстопятов понял, что помимо работы над проектом будущего здания ему прежде всего нужно заняться «благоустройством» хранения библиотеки, «утилизацией ее богатых средств», полным преобразованием и объединением всех её частей. Это имело большое значение и для правильной планировки будущего здания. Толстопятов считал, что для переезда в новое здание книжные фонды должны быть проверены и приведены в порядок. Изучив 4-й отдел (естествозвание), близкий его бывшей специальности и самый богатый по содержанию, он, спланировав всю предстоящую работу, стал осуществлять задуманное.
Толстопятов отверг введенную ранее «крепостную» форматно-топографическую систему расстановки: «Все эти массы книг… должны быть введены в строй. Расположение книг начато было и долго велось по системе Ф. Ф. Рейсса, едва ли не единственного истого библиотекаря, какого имел наш Университет, по системе теперь уже устаревшей, но все-таки по системе научной». Поэтому Толстопятов решил всю массу книг, поступившую с 1880 года, влить в единую рейссовскую систему, дополнив и обновив её разделы при консультации с профессорами, оставив только частные книжные коллекции, замечательные своим подбором, но книги их отразить как в алфавитном, так и в систематическом рейссовском каталоге.
В 1891 году Министерством народного просвещения были утверждены новые «Правила библиотеки Императорского Московского университета», разработанные Толстопятовым. Правила были отпечатаны в том же году и розданы профессорам и студентам. В главе I § 6 Толстопятов предложил в проекте нового здания библиотеки расположить по стенам читального зала справочную (подсобную) библиотеку в 20 000 томов с открытым доступом и со специально напечатанным каталогом в таком количестве экземпляров, чтобы каждый читатель мог приобрести в собственное пользование (по примеру читального зала библиотеки Британского музея и некоторых германских библиотек).
Толстопятов принял активное участие в детальной разработке проекта нового здания фундаментальной библиотеки на Моховой, с учётом требований организации библиотечного дела.
1 марта 1894 года комиссия одобрила окончательный проект здания. 8 июля 1897 г. состоялась закладка здания библиотеки. Кроме высокопоставленных лиц были приглашены профессора И. М. Сеченов, В. О. Ключевский, С. С. Корсаков, И. В. Цветаев, В. В. Марковников, А. А. Остроумов и другие. В толщу стены фундамента была замурована бронзовая доска с текстом о том, что здание библиотеки строится на средства, пожертвованные М. И. Муравьевым-Апостолом, Ф. И. Ушаковой и М. И. Павловой, по проекту архитектора К. М. Быковского и под наблюдением архитектора 3. И. Иванова23. •В марте 1898 г. комиссии было представлено несколько образцов металлических конструкций для полок книгохранилища, из которых был выбран самый удобный. Из-за недостатка средств два верхних яруса решили оставить необорудованными. Остались незавершенными подъемники, железная лестница между 1-м и 2-м этажами, а также предполагаемые живописные работы на потолках и стенах.
Несмотря на то что Толстопятое добросовестно и досконально изучил постановку библиотечного дела, оборудование и планировку лучших книгохранилищ за время своей зарубежной командировки, комиссия профессоров внесла свои предложения по проекту нового здания библиотеки. Если в проекте студенческого читального зала с подсобной и справочной библиотеками и открытым доступом к книгам была использована планировка читального зала библиотеки Британского музея, то читальные залы для профессоров Быковский спроектировал по их предложениям. Подсобные и служебные помещения для сотрудников библиотеки приспособили к работе уже после постройки здания. Члены строительной библиотечной комиссии были знатоками библиотечного дела.
В апреле 1896 года А. А. Толстопятов подал прошение об увольнении из библиотеки по болезни.